# 1388 هـ
1388 هـ هي سنة في التقويم الهجري امتدت مقابلةً في التقويم الميلادي بين سنتي 1968 و1969.

## أحداث
- 28 ذو الحجة - انتخاب جولدا مائير رئيسة لوزراء إسرائيل، لتكون أول امرأة تتولى منصب رئيس وزراء فيها.

## مواليد
- توفيق بن أحمد القصير التميمي
- عبد الناصر السعيد
- محمد السعيدي
- إبراهيم زولي
- ماهر المعيقلي
- أحمد الأسير الحسيني
- أنس التكريتي
- توفيق القصير
- خالد عايد العنزي
- خالد البلطان
- زكي السالم
- سيد عبد العاطي بن محمد
- سالم ميرزا
- مسعود بن بشير المحمدي
- يوسف الأحمد
- عبد الله بن سعود بن محمد بن عبد العزيز آل سعود
- طارق القلاف

## وفيات
- إدريس محمد جماع
- توفيق السويدي
- حسن حسني عبد الوهاب
- حيدر العمر
- عبد الكريم الزنجاني
- عبد المجيد شوقي البكري
- عوني بكر صدقي
- محمد فؤاد عبد الباقي
- مصطفى الشهابي
- مولود أحمد صالح
- عباس فرات اليزدي - شاعر إيراني.
- أحمد بن أحمذي
- أحمد حسن الزيات
- سعود بن عبد العزيز آل سعود
- فيصل بن تركي الأول بن عبد العزيز آل سعود
- كاتب الطريحي
- أحمد بن حسن عاكش
- محمد صادق الخليلي
- 4 شوال - ساطع الحصري.